# Куртя-Веке

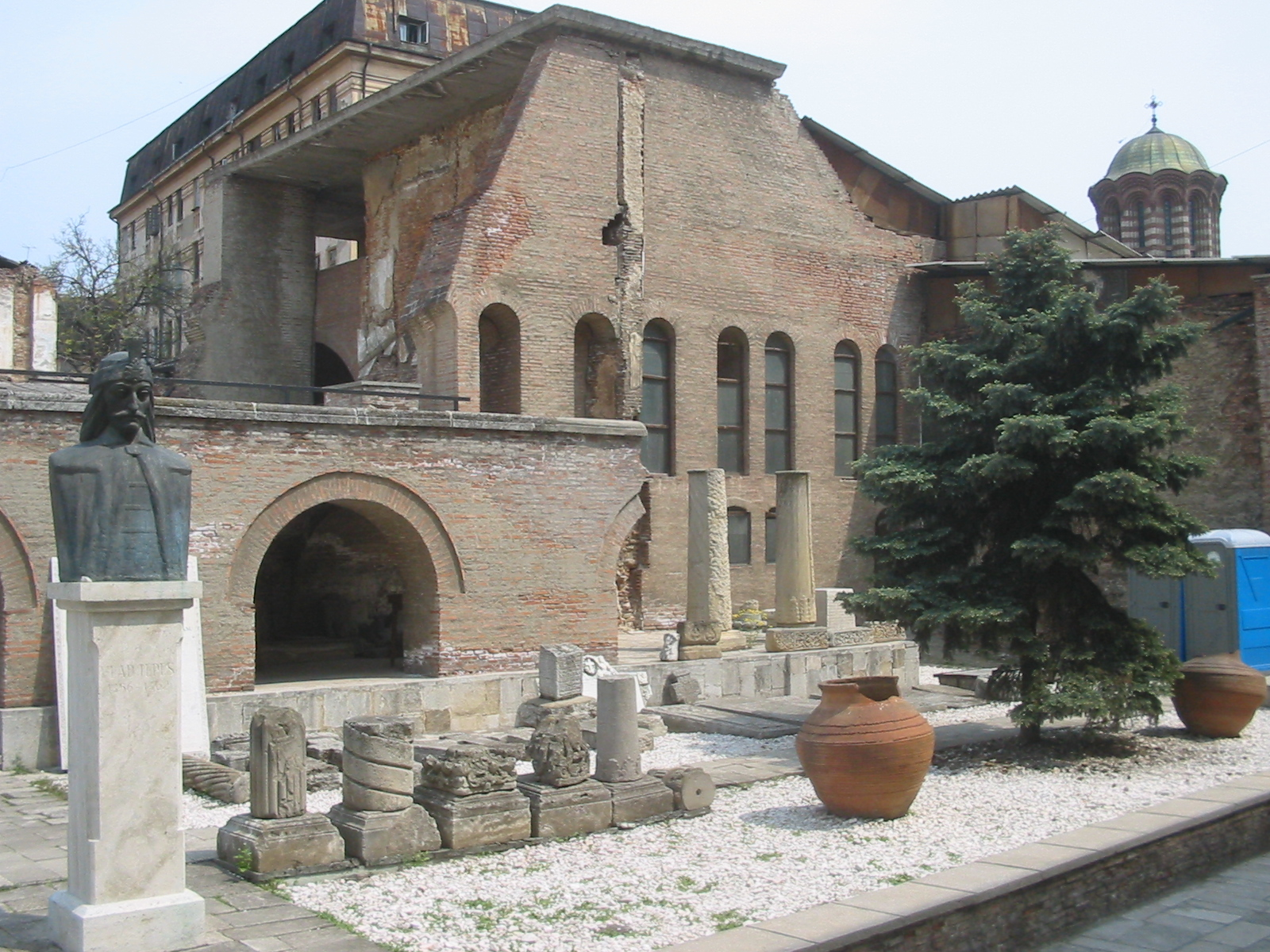
Куртя-Веке

Ку́ртя-Ве́ке (рум. Curtea Veche — Старый двор), или Княжеский двор (рум.  Curtea Domnească din Bucureşti) — ансамбль построек, относящихся к дворцу правителей Валахии и Румынии. Включает в себя также церковь Куртя-Веке — храм Св. Антона (hramul Sf. Anton) и двор Ханул-луй-Манук (Hanul lui Manuc).

## История
Появление резиденции правителей относится ко второй половине XIV века, когда Мирча Старый (Mircea cel Bătrân) возвёл военное укрепление площадью 160 м². После смерти Мирчи Старого крепость приходит в упадок и пренебрегается правителями до прихода к власти Влада Цепеша (Дракулы).
Влад Цепеш на руинах отстраивает крепость, где 20 сентября 1459 появляется официальный акт, подписанный воеводой. В документе впервые упоминается Бухарест, в те времена он носил имя Крепость Дымбовица (Cetatea Dâmboviţa). Этот документ считается свидетельством о рождении города. Крепость отстраивается из камня и расширяется до 700 м².
В дальнейшем, после правления Влада Цепеша и его брата Раду Красивого (Radu cel Frumos), государственная канцелярия достраивается Петром Добрым (Petru cel Bun), при строительстве используется в основном дерево.
Крепости не уделяется должное внимание до 1545 года, когда к власти приходит Мирча Чобанул (Mircea Ciobanul). Он воздвигает церковь Куртя-Веке, которая в некоторых источниках фигурирует также как храм Св. Антона (hramul Sf Anton) и Благовещенья (de Buna Vestire). Крепость расширяется до 25 000 м², во дворце отстраивают подвалы. Храм в дальнейшем используется для коронации правителей. В наше время церковь является самым старым зданием в Бухаресте.
Наибольший вклад в дальнейшем в развитие крепости вносит Константин Брынковяну (1714—1716) (Constantin Brâncoveanu). При нём появляются каменные колонны, мраморная лестница и картины.
Пожары, землетрясения и набеги в последующие годы заставляют Александра Ипсиланти построить новый дворец для воевод вблизи от монастыря Михай-Водэ на берегу Спиры. Со строительством нового дворца, старый и получает своё теперешнее имя — Старый двор.
В 1798 году последователем Ипсиланти — Константином Ханджерли (Constantin Hangerli) территории дворца распродаются под строительство домов. На этом история крепости заканчивается.
В 1800 году на этих землях среди прочих построек воздвигается Ханул-луй-Манук (Hanul lui Manuc).

## Наши дни
Остатки дворца правителей были выставлены как памятник под открытым небом после раскопок, проведённых в 1967—1972 гг.
Музей под открытым небом можно найти по адресу: str. Franceza nr.27-31, sector 3, Bucureşti.